# Lista över ordenskaplaner vid Kungl. Maj:ts Orden
Detta är en lista över Kungl. Maj:ts Ordens kaplaner. Ämbetet upphörde 31 december 1974.

## Ordenskaplaner
- 1748–1763: Johan Gustaf Flodin
- 1784-: Johan Brander
- 1794–: Gustaf Murray
- 1794–1801: Joel Jacob Petrejus
- 1801–1809: Erik Bergsten
- 1809–: Herman Wilhelm Hackenburg
- 1809–1825: Carl Christian Lilljenwalldh
- 1817–1825: Carl Peter Hagberg
- 1825–1828: Pehr Magnus Ruus
- 1825–1832: Thomas Zacharias Fuchs
- 1829–1832: Anders Wijkander
- 1832–1835: Lars Christian Tunelius
- 1835–1837: Martin Silfverstrand
- 1837–1846: Esaias Tegnér
- 1840–: C. W. Pettersson
- 1846–: Erik Jonas Nordenson
- 1848–: Johan Gustaf Lundberg
- 1851–: Anders Constantin Lindström
- 1858–: Henrik Johan Öfverberg
- 1882–1887: Anders Herman Hallin
- 1887–1892: Johan Eric Wallin
- 1892–1898: Emil Edvard Gemzell
- 1898–1902: Clemens Åhfeldt
- 1902–1909: Olof Rogberg
- 1909–1913: Carl Bergö
- 1913–1923: Johan Axel Leonard Davidson
- 1923–1925: Helmer Frans Adolf Elmqvist
- 1925–1926: Josef Rosenius
- 1926–1930: Torsten Breitholtz
- 1930–1947: Arvid Johannes Holmbäck
- 1947–1974: Robert Murray